# Althebräische Schrift

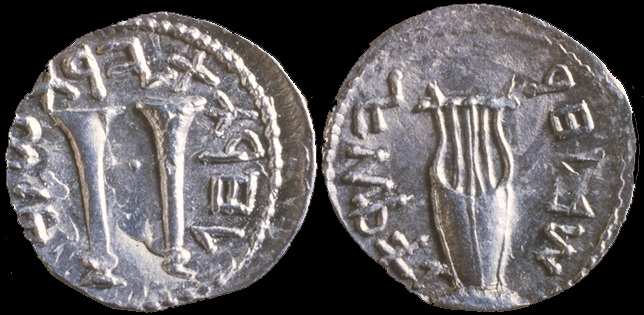
Diese Münze aus der Zeit des Bar-Kochba-Aufstands dokumentiert das Ende des offiziellen Gebrauchs des althebräischen Alphabets

Das althebräische Alphabet (auch paläohebräisches Alphabet genannt) ist das älteste bekannte Alphabet der althebräischen Sprache. Es wurde seit dem 10./9. Jahrhundert v. Chr. verwendet und war über mehrere Jahrhunderte in Gebrauch. Die althebräische Schrift ist eine Variante der phönizischen Schrift mit leicht modifizierten Buchstabenformen. Es besteht aus 22 Zeichen, die ursprünglich nur Konsonanten darstellten, von denen einige später als Matres lectionis auch zur Darstellung von Vokalen benutzt wurden.

## Geschichte
Als frühestes Beispiel für die althebräische Schrift gilt gelegentlich der Gezer-Kalender aus dem späten 10. Jahrhundert v. Chr., der jedoch weder sprachlich noch epigraphisch eindeutig dem Hebräischen zuzuordnen ist. Die frühesten eindeutig hebräischen Zeichenformen stammen von Inschriften aus Tell es-Safi (Gath) in der Schefela und Tel Rechov in der Jordansenke. Weitere bekannte Beispiele sind die Schiloach-Inschrift von um 701 v. Chr. und die Silberrollen von Ketef Hinnom aus dem 7. Jahrhundert v. Chr.
Seit dem Babylonischen Exil im 6. Jahrhundert v. Chr. und dem mutmaßlich damit einhergehenden Zusammenbruch einer eigenen Schreibtradition wurde die althebräische Schrift allmählich durch das quadratische aramäische Alphabet verdrängt. Trotzdem wurden noch im 3. Jahrhundert v. Chr. und später einige biblische und außerbiblische Texte in althebräischer Schrift geschrieben, wie Funde vom Toten Meer zeigten. Auch die samaritanische Schrift ist eine Weiterführung der althebräischen Schrift. Ebenso sind aus der Zeit des Bar-Kochba-Aufstandes um 135 n. Chr. Münzen mit Aufschriften in althebräischer Schrift bekannt. Dabei wurde wahrscheinlich bewusst auf die Verwendung der im religiösen Kontext gebräuchlichen Quadratschrift verzichtet, um sie im profanen Gebrauch nicht zu „entheiligen“.
Im 2. Jahrhundert n. Chr. beschlossen nach rabbinischer Überlieferung die jüdischen religiösen Autoritäten, dass das althebräische Alphabet für religiöse Texte ungeeignet sei und nur noch die (ursprünglich aramäische) hebräische Quadratschrift verwendet werden solle.
Die Samaritaner hingegen verwenden die althebräische Schrift in abgewandelter Form als samaritanische Schrift noch heute für den samaritanischen Pentateuch.

## Alphabet
| Phönizischer Buchstabe | Althebräischer Buchstabe | Aramäisch-hebräischer Buchstabe (Quadratschrift) | Name        |
| ---------------------- | ------------------------ | ------------------------------------------------ | ----------- |
| 𐤀                      | Alef                     | א                                                | Aleph       |
| 𐤁                      | Bet                      | ב                                                | Beth        |
| 𐤂                      | Gimel                    | ג                                                | Gimel       |
| 𐤃                      | Dalet                    | ד                                                | Daleth      |
| 𐤄                      | He                       | ה                                                | He          |
| 𐤅                      | Vav                      | ו                                                | Waw         |
| 𐤆                      | Zayin                    | ז                                                | Zajin       |
| 𐤇                      | Het                      | ח                                                | Chet        |
| 𐤈                      | Tet                      | ט                                                | Tet         |
| 𐤉                      | Yud                      | י                                                | Jod         |
| 𐤊                      | Khof                     | כ/ך                                              | Kaph        |
| 𐤋                      | Lamed                    | ל                                                | Lamed       |
| 𐤌                      | Mem                      | מ/ם                                              | Mem         |
| 𐤍                      | Nun                      | נ/ן                                              | Nun         |
| 𐤎                      | Samekh                   | ס                                                | Samech      |
| 𐤏                      | Ayin                     | ע                                                | Ayin        |
| 𐤐                      | Pe                       | פ/ף                                              | Pe          |
| 𐤑                      | Tzadi                    | צ/ץ                                              | Tsadeh      |
| 𐤒                      | Quf                      | ק                                                | Qoph        |
| 𐤓                      | Resh                     | ר                                                | Resh        |
| 𐤔                      | Shin                     | ש                                                | Sin / Schin |
| 𐤕                      | Tof                      | ת                                                | Taw         |